# فك
الفك (بالإنجليزية: Jaw)، هو أي هيكل قابل للطعن بوضوح عند مدخل الفم، يستخدم عادة لاستيعاب ومعالجة المواد الغذائية. وهو مصطلح عام يطلق في بعض الأحيان على الفك العلوي وفي أحيان أخرى على الفك السفلي

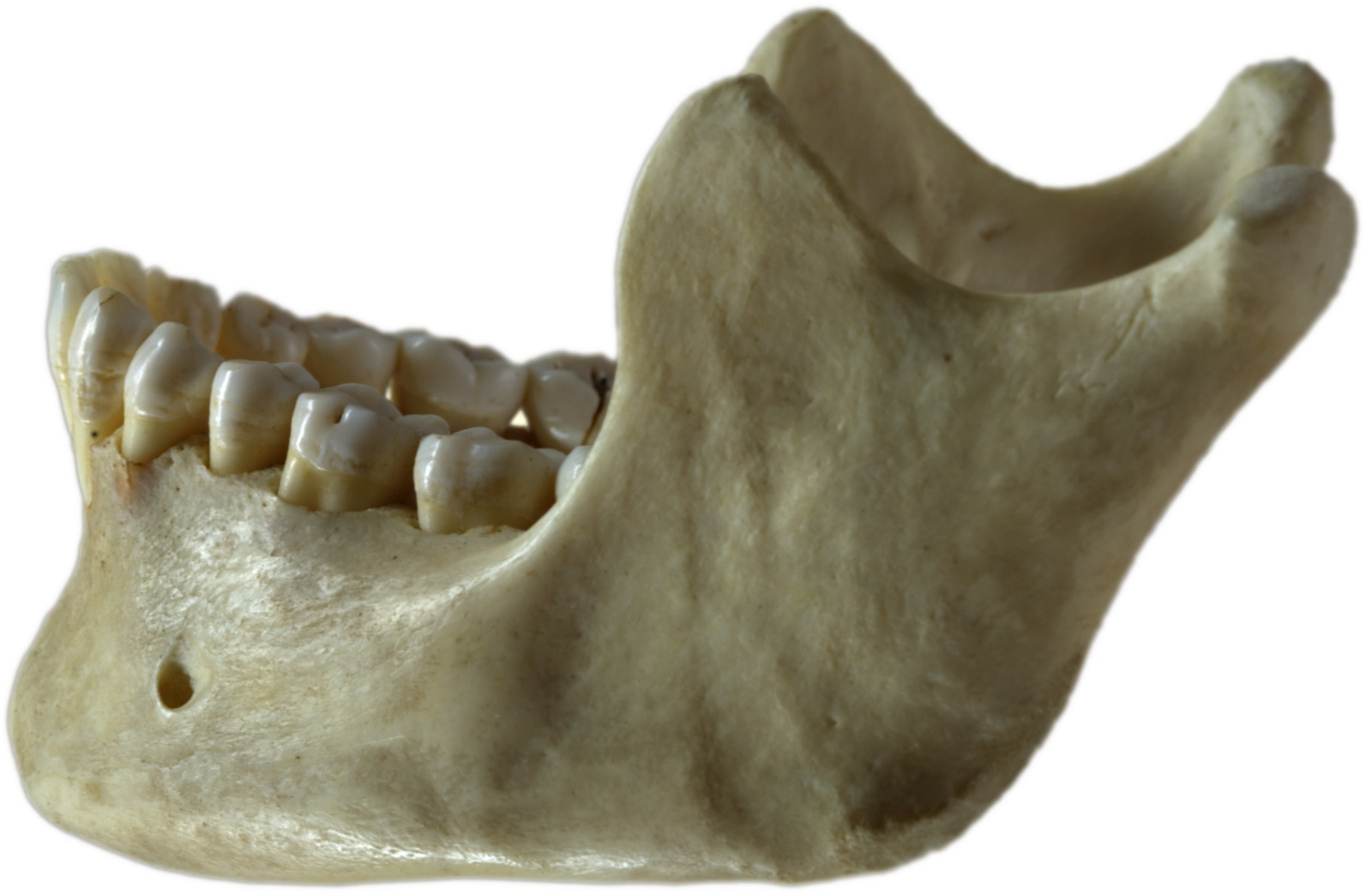
منظر لفك الإنسان

## مفصليات الأرجل
في المفصليات، تكون الفكوك عادة مكونة من الكيتين ومرنة، وتتمثل وظيفتها الرئيسية في التقاط الطعام، ونقله إلى الفم، والقيام بالمعالجة الأولية من خلال المضغ.